# ランボルギーニ・フライングスターII
ランボルギーニ・フライングスターII (Lamborghini Flying Star II)は400GTのシャーシで製造されたワンオフのコンセプトカーであり、1966年のトリノ・オートショーで発表された。

## 概要
フライングスターIIはミラノのカロッツェリア・トゥーリングとランボルギーニの協力で生み出された。フライングスターIIという名前はジュゼッペ・セレーニによって考えられたもので、アルファロメオ・6C フライングスターに由来している。
400GTのシャーシ・ドライブトレインをベースに開発され、3.9LランボルギーニV12エンジン、5速マニュアルトランスミッション、完全独立サスペンション、4輪ディスクブレーキを採用している。シャーシは400GTから100mm (3.9インチ)短くなっている。
現在はポーランドのラドムにあるフォルクスワーゲンディーラーに展示されている。